# 戈亚斯州贝拉维斯塔
戈亚斯州贝拉维斯塔（葡萄牙語：Bela Vista de Goiás）是巴西戈亚斯州的一个市镇。总面积1280.9平方公里，总人口22043人，人口密度17.2人/平方公里。